# Còpia per contacte

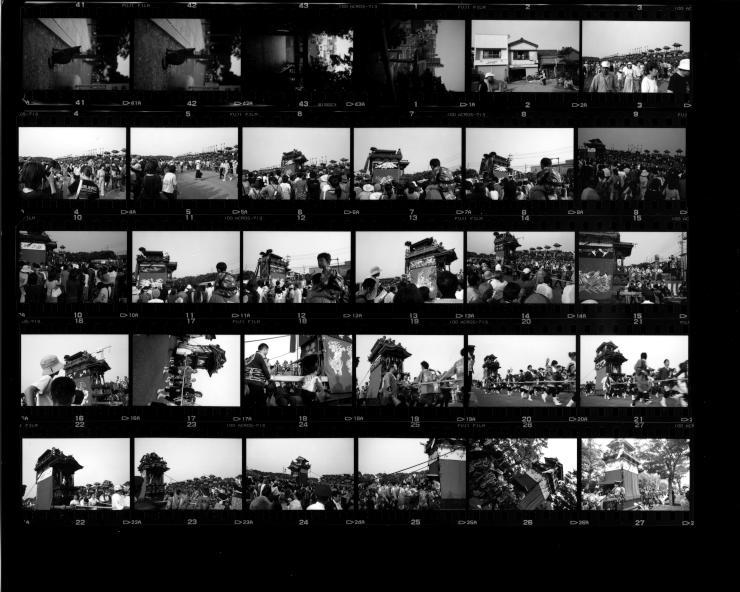
Exemple de full de contactes en blanc i negre.

La còpia per contacte  és un procediment fotogràfic que permet obtenir còpies a partir d'una pel·lícula fotogràfica de la mateixa mida en paper, anomenant el resultat  full de contactes . Normalment s'obté a partir d'un negatiu però també es podria obtenir a partir d'una diapositiva i llavors el resultat seria un negatiu.

## Desenvolupament històric

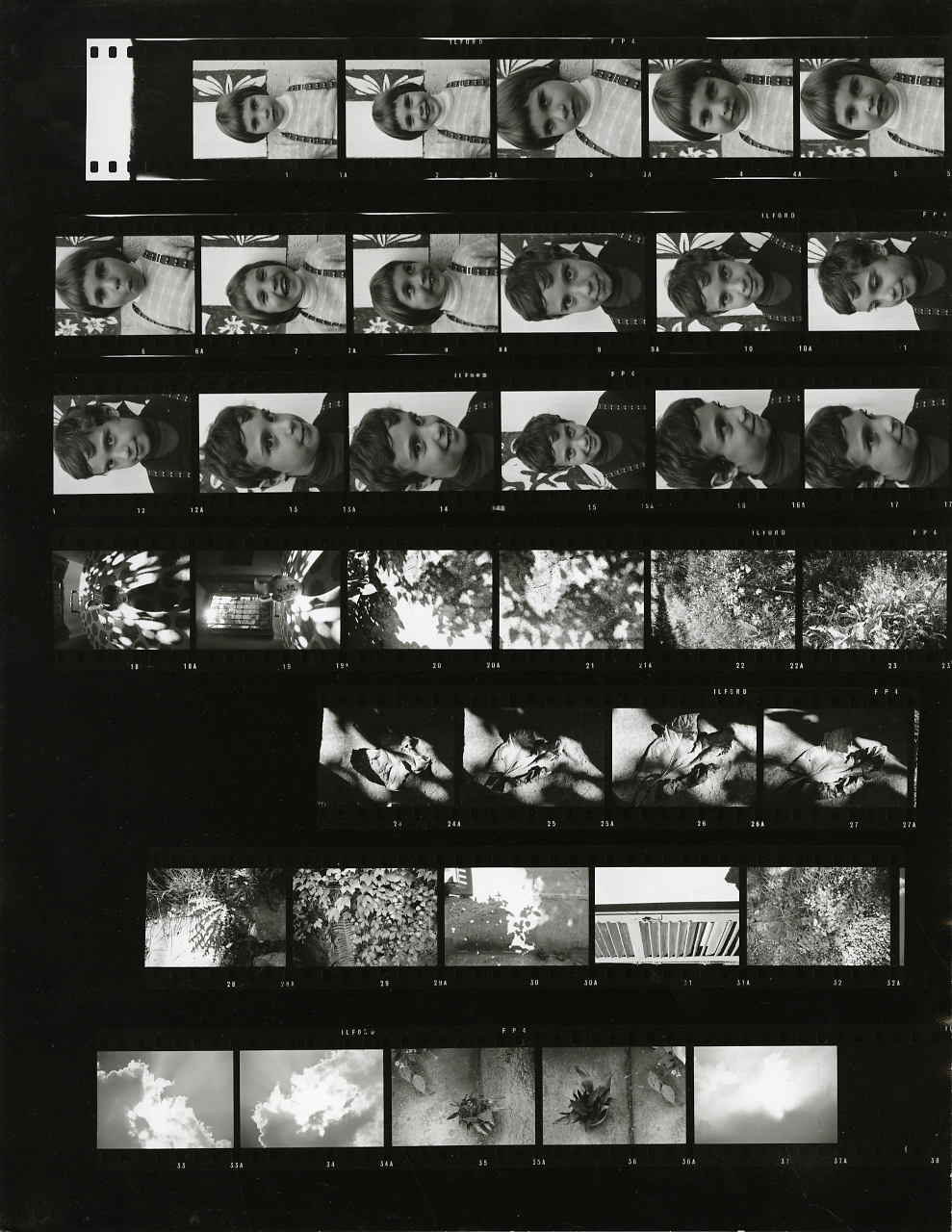
Foto per Paolo Monti, 1975.

El procediment es feia servir d'una manera habitual en els primers temps de la fotografia per obtenir les còpies a partir de les plaques fotogràfiques en les càmeres de gran format. Amb el desenvolupament de les càmeres fotogràfiques de 35 mm. Es va fer necessari d'una banda seleccionar els negatius entre els múltiples que realitzava el fotògraf i d'altra banda observar amb detall per planificar el procés de positivat que s'anava a realitzar.
El procediment consistia a posar sobre el paper fotogràfic els negatius ordenats de manera que coincidissin les emulsions fotogràfiques i donar-li una breu exposició amb llum blanca, finalment es revelava el paper. En disposar les tires de negatius d'una certa curvatura s'utilitzava un dispositiu adequat o simplement un vidre transparent que amb el seu pes posava en contacte directe a ambdues emulsions.
Després de l'aparició de la fotografia en color es va continuar utilitzant aquest procediment com un mitjà per a la classificació de les fotografies, encara que normalment els fulls de contactes s'obtenien per procediments automàtics.

## El full de contactes

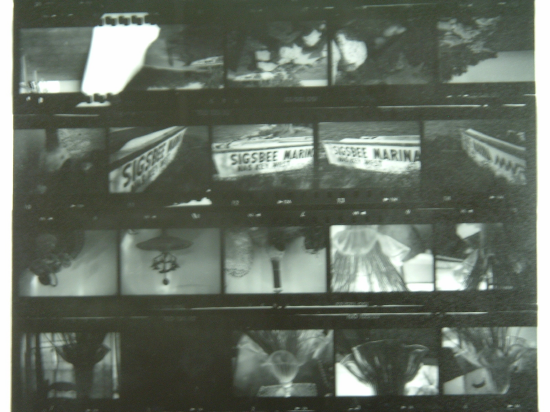
Índex d'imatges en blanc i negre.

Un full de contactes és una combinació de negatius obtinguts per aquest procediment que permet seleccionar i valorar els negatius fotogràfics, ja que poden observar-se amb més facilitat. Amb l'aparició de la fotografia digital s'ha continuat utilitzant el full de contactes, ja que alguns editors d'imatge entre les seves opcions incorporen la possibilitat d'obtenir-lo a partir de diversos fitxers d'imatge.
La seva principal funció és facilitar el treball de selecció i valoració dels negatius fotogràfics que es poden observar amb més facilitat i a més a més preserva els negatius d'un ús excessiu que podria ratllar-los. Posteriorment els negatius escollits es processaran, normalment, mitjançant ampliació.
El full de contactes s'obté normalment partint de pel·lícula fotogràfica sobre paper fotogràfic. Però evidentment els generats amb editors digitals d'imatge s'obtenen mitjançant una impressora.

## Altres aplicacions
Els principis d'aquest procediment s'utilitzen també en altres camps com en la producció de circuits impresos o en les arts gràfiques com la fotolitografia.